# Jack Sonni
Jack Sonni (Indiana, SAD, 9. prosinca 1954. - 30. kolovoza 2023.) američki je glazbenik i nekadašnji član britanskog rock sastava Dire Straits. Članom sastava postao je 1984. nakon odlaska Davida Knopflera i Hala Lindesa kojega je zamijenio.

## Vanjske poveznice
- Službena stranica  Arhivirana inačica izvorne stranice od 9. rujna 2012. (Wayback Machine) (engl.)